# Callipallene belizae
Callipallene belizae is een zeespin uit de familie Callipallenidae. De soort behoort tot het geslacht Callipallene. Callipallene belizae werd in 1982 voor het eerst wetenschappelijk beschreven door Child. 